# Wilson Smith
Wilson Smith (* 21. Juni 1897 in Great Harwood bei Blackburn; † 10. Juli 1965 in Woolton Hill bei Newbury) war ein britischer Virologe und Immunologe. Er gehörte zur Gruppe, die das Influenzavirus zuerst isolierte und einen der ersten Impfstoffe gegen Influenza („echte Virusgrippe“) entwickelte.
Smith verlor mit zehn Jahren seinen Vater und die Mutter sorgte allein für die vier Kinder. Noch auf der Schule wurde er von seinem Schuldirektor an der Accrington Grammar School für den Unterricht hinzugezogen. Im Ersten Weltkrieg wurde er eingezogen und diente als Sanitätssoldat, was sein Interesse für Medizin weckte. Ab 1919 studierte er Medizin an der Manchester University mit dem Abschluss sowohl als Arzt als auch als Chirurg (M. B., Ch. B.) 1923. Er war danach Arzt in Manchester und arbeitete ein Jahr als Schiffsarzt. Danach studierte er Bakteriologie (Diplom 1927).  Er ging in die Forschung und leitete eine Virusforschungs-Gruppe am Medical Research Council (National Institute of Medical Research) in Hampstead im Norden Londons. Dort gelang ihm 1933 die Isolation des menschlichen Grippevirus (Influenza A) mit Christopher Andrewes und Patrick Laidlaw und dessen Übertragung auf Frettchen. Bald darauf gelang einer Gruppe um Alice Chenoweth die Züchtung des Influenzavirus in Mausgewebe, was zum ersten Impfstoff führte. 1935 zeigte Wilson Smith die Möglichkeit auf (wie schon zuvor bei anderen Viren), das Influenzavirus in befruchteten Hühnereiern (Hühnerembryos) zu vermehren. 1936 entwickelte Wilson Smith mit seiner Gruppe damit einen Impfstoff mit einem lebenden Virus und gleichzeitig Thomas Francis und Thomas Magill mit einem toten Virus. 1937 testete Anatol Smordintsew den Impfstoff von Smith in der Sowjetunion, allerdings erkrankten dabei rund 20 Prozent der Geimpften mit Fiebersymptomen. 1939 wurde er Professor für Bakteriologie an der University of Sheffield und 1946 Professor an der University College Hospital Medical School der Universität London. 1960 ging er in den Ruhestand.
Smith war auch an der Einführung der Polio-Impfung in Großbritannien wesentlich beteiligt und stand dem Biological Research Board des Medical Research Council vor.
Smith war Fellow der Royal Society (1949) und des Royal College of Physicians (1959), dessen Bose Preis er 1959 erhielt. 1957 war er Leeuwenhoek Lecturer der Royal Society (Virus-Host Cell Relationships) und 1960 deren Vizepräsident. 1960 erhielt er die Graham Gold Medal der Universität London.
Er war seit 1927 mit der Bakteriologin Muriel Mary Nutt verheiratet und hatte zwei Töchter. Als Hobby spielte er Violine in Streichquartetten mit Freunden.
Sein Bruder George Wilson wurde Lecturer in Mykologie an der London School of Hygiene and Tropical Medicine und sein Bruder Howard Lecturer in Theologie an der University of Manchester.